# Industriekraftwerk Deuben
Das Industriekraftwerk Deuben war ein Braunkohlekraftwerk in Deuben im Burgenlandkreis in Sachsen-Anhalt. Der Komplex wurde als KWK-Anlage im Verbund mit einer Staub- und einer Brikettfabrik von der Mitteldeutschen Braunkohlengesellschaft mbH (MIBRAG) betrieben. Zur Verarbeitung kam einheimische Braunkohle aus dem rund fünf Kilometer nordöstlich gelegenen Tagebau Profen. Das Industriewerk galt nach Angaben von Greenpeace sowie der Bundesnetzagentur als ältestes aktives Braunkohlekraftwerk in Deutschland, bevor es am 7. Dezember 2021 stillgelegt wurde. Teile der Technik waren seit 1936 in Betrieb.

## Geschichte
Am Standort Deuben wurde über 100 Jahre Strom erzeugt. Die Anfänge der Kohleverarbeitung reichten bis ins 19. Jahrhundert zurück. Im Jahr 1880 eröffnete der Bergwerksunternehmer Carl Adolf Riebeck bei Deuben die Braunkohlengrube Marie mit einer angeschlossenen Brikettfabrik. Hierfür bauten die A. Riebeck’sche Montanwerke AG im Jahr 1908 ein erstes Kraftwerk, bestehend aus zwei Kolbendampfmaschinen mit Schwungradgeneratoren und zwei Dampfturbinen mit einer Leistung von 2,5 Megawatt. Ab 1912 wurde die Anlage auf 9,3 Megawatt erweitert und Strom auch in das öffentliche Verbundnetz eingespeist. 1934 erfolgten die Stilllegung der Grube Marie und der Abriss des Dampfmaschinen-Kraftwerks.

### 1936 bis 1952
Ab 1936 errichtete die A. Riebeck’sche Montanwerke AG ein neues hochtechnisiertes Zentrum der Braunkohleverarbeitung mit eigenem KWK-Kraftwerk, moderner Brikettfabrik, einer Ringpressenanlage und Schwelerei. Das Kraftwerk umfasste ab dem Jahr 1938 sechs Dampfkessel und vier Gegendruckturbinen mit einer installierten Leistung von 57,6 Megawatt. Die Brikettfabrik war mit acht Trocknern und zwölf Pressen mit einer Kapazität von 1800 Tonnen Briketts pro Tag und die Schwelerei mit sechs Spülgasschwelöfen von Lurgi ausgestattet. Zu jener Zeit galt das Werk in Deuben als größte und modernste Kohleveredlungsanlage im Mitteldeutschen Braunkohlerevier. Der Komplex besaß zur Abscheidung von Partikeln aus Gasen eine Entstaubungsanlage mit Elektrofiltern und ab 1942 eine Rauchgasentschwefelungsanlage.
Für die Versorgung des Industriewerks mit Braunkohle begann ab 1937 der Aufschluss der Grube Otto-Scharf bei Köttichau, damals ein Tagebau der Superlative. Unter anderem kam ein Eimerkettenschwenkbagger mit einer Schnitthöhe von 55 Metern zum Einsatz; 1938 der größte Bagger der Welt. Aus der Grube heraus verlief eine Werksbahn direkt zu den Weiterverarbeitungsanlagen in Deuben. Die speziell für die Otto-Scharf-Grube entwickelten Zugmaschinen zählten für mehrere Jahre zu den weltweit schwersten und zugkräftigsten Elektrolokomotiven.
Der Tagebau ging im April 1939 in Betrieb. Im selben Jahr nahm die Braunkohle-Benzin AG (BRABAG) im neu entstandenen Hydrierwerk Zeitz die Kraftstofferzeugung und Schmierölproduktion aus Braunkohlenteer auf, den maßgeblich die Schwelerei Deuben lieferte. Nach dem Zweiten Weltkrieg wurden Teile der Anlagen in Deuben sowie die komplette Ausrüstung der Otto-Scharf-Grube als Reparationsleistung demontiert und die Riebeck’sche Montanwerke AG in eine Sowjetische Aktiengesellschaft (SAG) überführt. 1953 erfolgte die Umwandlung in einen Volkseigenen Betrieb der DDR.

### 1953 bis 1989
In Ehrung des 1953 verstorbenen proletarischen Schriftstellers Erich Weinert erhielten die Industriewerke in Deuben nebst angeschlossener Tagebaue die offizielle Bezeichnung VEB Braunkohlenwerk ‚Erich Weinert‘ Deuben. Später erfolgte die Umwandlung in ein Kombinat. Im allgemeinen Sprachgebrauch wurde die Abkürzung BKW Deuben verwendet. Das Werk gehörte zu den DDR-Schwerpunktbetrieben, über das von 1955 bis 1989 regelmäßig im SED-Zentralorgan Neues Deutschland berichtet wurde. Während dieser Zeit arbeiteten im BKW Deuben rund 5000 Menschen im Schichtsystem und produzierten rund 6000 Tonnen Briketts täglich.
Zudem mussten während der gesamten DDR-Zeit Gefangene der Strafvollzugseinrichtung Naumburg im BKW Deuben Zwangsarbeit verrichten. Auf dem Betriebsgelände existierten streng bewachte Häftlingsbaracken. Einen Teil des Wachpersonals stellte das Werk selbst. Die Bewacher waren angewiesen, sich nicht in Privatgespräche einzulassen und keine Begünstigungen vorzunehmen. Bei den Gefangenen handelte es sich überwiegend um politische Häftlinge, deren Wille durch operative Psychologie und körperliche Schwerstarbeit gebrochen werden sollte. Belegt ist, dass die Betroffenen im Braunkohlenwerk ‚Erich Weinert‘ Deuben selbst bei Schneestürmen und − 18 °C Gleise verlegen und ausgesprochene Drecksarbeiten wie die Entstaubung von Filteranlagen verrichten mussten. Darüber hinaus ist dokumentiert, dass bei Nichterfüllung der Tagesleistung die Zwangsarbeiter Schläge, Tritte und Einzelarrest erhielten oder stundenlang marschieren mussten. Aus den Akten geht allerdings auch die menschliche Anteilnahme eines betriebszugehörigen Bewachers in Deuben hervor, der aus Mitleid einem Häftling Tee und Zigaretten zusteckte und dafür selbst eine hohe Disziplinarstrafe erhielt.
Da es offiziell in sozialistischen Ländern keine Zwangsarbeiter gab, folgte die DDR dem propagandistischen Wortspiel der Sowjetunion, indem sie Zwangsarbeit als Arbeitserziehung bezeichnete. Wie eine Fülle von Dokumenten belegt, profitierte das BKW Deuben außerordentlich von der Ausbeutung der Strafgefangenen. So erhielt beispielsweise ein 1971 zur „Arbeitserziehung“ verurteilter Häftling bei seiner Haftentlassung am 14. Juni 1972 als Lohn für die Schwerstarbeit im Braunkohlenwerk Deuben insgesamt 74,76 DDR-Mark ausgezahlt. Noch unmittelbar vor der Wende und friedlichen Revolution in der DDR waren im VEB Braunkohlenwerk ‚Erich Weinert‘ Deuben 105 Strafgefangene im Arbeitseinsatz.
Als energiepolitisches Schlüsselunternehmen stand das Deubener Industriewerk unter besonderer Überwachung des Ministeriums für Staatssicherheit (MfS) nebst einer hohen Anzahl inoffizieller Mitarbeiter innerhalb des Kombinates. Nicht nur das Werkspersonal, das die Strafgefangenen beaufsichtigte, wurde vom MfS nach speziellen Kriterien ausgewählt. In allen Hierarchieebenen des Betriebes waren bis zum Ende der DDR besonders ausgesuchte und zuverlässige Zuträger aktiv. Deren Aufgabe war es, jegliches Verhalten der Belegschaft zu unterbinden, das dem System gefährlich werden konnte. Als beispielsweise 1981 nach Ausrufung des Kriegsrechts in Polen ein Arbeiter seine Solidarität zur Arbeiterbewegung Solidarność bekundete, genügte das dem Betriebsleiter des BKW Deuben, den Betreffenden bei der Stasi anzuzeigen. Nach einem Ermittlungsverfahren erhielt der Arbeiter eine Haftstrafe.
Linientreue SED-Mitglieder des Werkes initiierten regelmäßig Aktivistenbewegungen und forderten beispielsweise unter dem Motto „BKW Erich Weinert ruft zur Woche höchster Produktion“ alle Braunkohlebetriebe in der DDR auf, „eine Woche des Kampfes um höchste Produktionsergebnisse“ durchzuführen. Noch im Jahr 1988 veröffentlichte die Werksleitung eine Broschüre, in der selbstlobend eine Bilanz über die 40-jährige Aktivistenbewegung gezogen wurde. Dementsprechend brachte das BKW Deuben mehrere Aktivisten der sozialistischen Arbeit und Verdiente Bergarbeiter der Deutschen Demokratischen Republik hervor. Eine Vorreiterrolle besaß der Zirkel Schreibender Arbeiter des Braunkohlenkombinats ‚Erich Weinert‘, dessen Mitglieder mit den Deubner Blättern landesweit neue Maßstäbe auf dem Weg zu einer „sozialistischen Nationalkultur“ setzen wollten.
Die ideologische Motivation konnte allerdings nicht über die marode Vorkriegstechnik hinwegtäuschen. Ab Mitte der 1950er Jahre fuhr das Werk auf Verschleiß. Ausfälle von Anlagen waren fest im Jahresplan einkalkuliert. Diese wurden in der DDR verharmlosend als Havarie bezeichnet. Bereits im Jahr 1956 verpflichteten sich Betriebsangehörige öffentlichkeitswirksam im Neuen Deutschland, die „Störzeiten im Braunkohlenwerk Deuben um die Hälfte zu verringern“. Die Verleugnung der technischen Probleme gipfelte 1979 in einem landesweit veröffentlichten Brief an Erich Honecker, in dem aufgrund „witterungsbedingter Schwierigkeiten“ die „Kumpel des Braunkohlenkombinates ‚Erich Weinert‘ in Deuben auf die beständig hohen Leistungen, ihre hervorragenden Taten und die volle Erfüllung der übernommenen Plan- und Versorgungsaufgaben“ hinwiesen.
Dabei sollten schon Anfang der 1970er Jahre die Anlagen in Deuben vollständig abgerissen werden. Die alten Entstaubungsanlagen hielten der jahrzehntelangen Dauerbelastung nicht mehr stand, sodass die Emissionen von Staub, Abgasen und Lärm extrem hoch waren. Das Kombinat in Deuben galt als eine der größten Dreckschleudern des Landes. Entscheidend für das Wohlbefinden der Anwohner war einzig und allein die Windrichtung. Deuben stand nicht nur als ein Synonym für die marode Energiewirtschaft der DDR, sondern auch als Synonym katastrophaler Schadstoffemissionen, flächendeckender Naturzerstörung und gesundheitsgefährdender Arbeitsbedingungen.
Die nicht mehr zu übersehenden Probleme fanden eine zusätzliche Verschärfung, als die DDR sich in den 1980er Jahren auf die Produktion von Schlüsseltechnologien konzentrierte und somit weniger Mittel zur Modernisierung der traditionellen Industrie bereitstellen konnte. So musste selbst das Ministerium für Staatssicherheit in Person von Alfred Kleine noch kurz vor dem Fall der Berliner Mauer in einer ungeschminkten Analyse festhalten, dass bei einem weiteren Betrieb „negative Konsequenzen für die Gesundheit der Werktätigen und die Umwelt“ erwachsen, da das Braunkohlenkraftwerk in Deuben „im großen Maße veraltet und physisch verschlissen“ sei. Obwohl Generalmajor Kleine den Zustand der DDR-Wirtschaft schonungslos analysierte, gab er die Anweisung, das Ausmaß der Umweltverschmutzung in der DDR geheim zu halten.

### 1990 bis 2021
Die DDR-Planwirtschaft hinterließ ein vollkommen veraltetes und marodes Industriekraftwerk, das unter marktwirtschaftlichen Bedingungen faktisch keinen Bestand haben konnte. Dennoch wurde das Kombinat zunächst in eine Aktiengesellschaft im Eigentum der Treuhandanstalt überführt und erhielt die Bezeichnung Mitteldeutsche Braunkohlenwerke AG (MIBRAG). Nach mehreren Übernahmen befindet sich das Unternehmen als GmbH seit dem Jahr 2012 vollständig im Besitz der EP Energy a.s., ein 100-prozentiges Tochterunternehmen der tschechischen Energetický a Průmyslový Holding.
Im Jahr 1990 erfolgte die Stilllegung der Schwelerei, in der bis dahin Teer, Öl und Gas aus Braunkohle gewonnen wurde. 1992 erhielt das Kraftwerk eine neue Dampfkraftanlage nebst einer Kondensationsturbine als Erweiterung und teilweisen Ersatz der alten Anlage. Ein Jahr später ging eine neue Staubfabrik in Betrieb, in welcher Braunkohlenstaub unter anderem für die Zementindustrie hergestellt wurde. Die seit 1936 produzierende Brikettfabrik mit acht dampfgetriebenen Pressen aus den Gründertagen blieb bei einer reduzierten Leistung von 1000 Tonnen Briketts pro Tag weiterhin in Betrieb. Im November 2003 wurde die Brikettproduktion eingestellt, ab Mai 2011 jedoch wieder aufgenommen. Bis 2018 wurden jährlich über 55.000 Tonnen Briketts hergestellt und an den Vertragspartner Rheinbraun ausgeliefert. Die Briketts erhielten einen Zusatz von Sumpfkalk und Anthrazitkohle beigemischt, womit nach Angaben des Unternehmens die Grenzwerte für die Schwefeldioxidemission gewährleistet waren. Gepresst wurde mit alter Technik, einzelne Maschinen stammten unverändert aus den 1930er Jahren.
Das Bindeglied zwischen dem Kraftwerk, der Staubfabrik und der Brikettfabrik stellte eine zentrale Rohkohleaufbereitung dar. Die Produktion wurde durch den Absatz von Braunkohlenmahlstaub, Briketts, Elektro- und Wärmeenergie geprägt. Weitere Produkte des Industriewerks Deuben waren Siebkohle, Wirbelschichtkohle, Trockenkohle, Anthrazitmahlstaub und Gips. Der Umfang der Produktion wurde von der jeweiligen Auftragslage bestimmt. Im Kraftwerksbereich selbst, ging nach knapp zwei Jahren Bauzeit im Juli 1996 eine Rauchgasentschwefelungsanlage in Betrieb. Die Modernisierung des Kraftwerkes umfasste nach Selbstangaben der MIBRAG, neben Nachrüstungen, die Ertüchtigung und Rekonstruktion der vorhandenen Produktionsanlagen. Bis zum Jahr 2001 wurden laut Unternehmenspublikationen unter anderem:
- Dampfkessel ertüchtigt
- Kühltürme neu gebaut oder rekonstruiert
- Wasseraufbereitungsanlagen rekonstruiert
- Gegendruckmaschinen durch neue oder rekonstruierte Turbinen ausgetauscht
- Bekohlungssysteme ertüchtigt

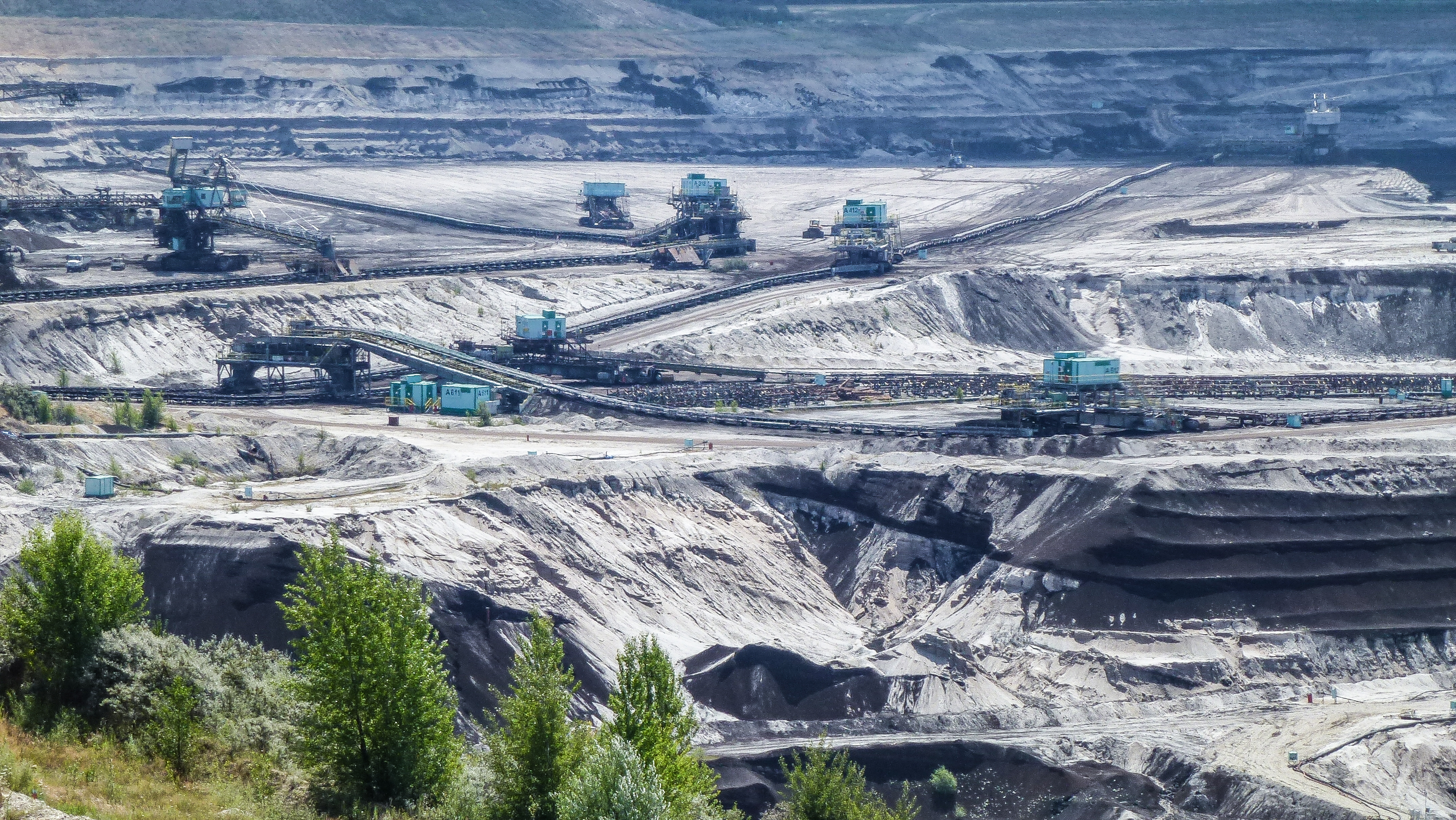
Tagebau Profen

In den Kesseln wurden Klär- und Bioschlämme mitverbrannt. Die Emissionswerte des rekonstruierten Kraftwerkes lagen nach Angaben des Unternehmens „unter den gesetzlich genehmigten Grenzwerten“. Allerdings hatte die MIBRAG schon spätestens seit dem Jahr 2005 vor, das Kraftwerk in Deuben abzuschalten und durch einen größeren Kraftwerksneubau am Tagebau Profen zu ersetzen. Ursprünglich sollte das neue Kraftwerk mit einer Nettoleistung von 600 Megawatt im Jahr 2018 ans Netz gehen. Um es mit Kohle zu versorgen, wurde bereits mit Sondierungsarbeiten für den Aufschluss eines neuen Tagebaus bei Lützen begonnen. Gegen beide Projekte formierten sich im Burgenlandkreis massive Proteste. Für das Vorhaben suchte das Unternehmen jahrelang Investoren – ohne Ergebnis, im April 2015 stoppte die MIBRAG offiziell das Kraftwerks-Projekt in Profen.
Insofern wurde die in Deuben verarbeitete Braunkohle unverändert aus dem rund fünf Kilometer südwestlich gelegenen Tagebau Profen über eine betriebseigene Werksbahn transportiert. Das heißt, der Tagebau Profen lieferte dem Kraftwerk die erforderliche Rohkohlemenge und das Kraftwerk Deuben diente hauptsächlich der Stromerzeugung für den Tagebaubetrieb. Nur ein geringer Stromanteil floss bei überschüssiger Produktion ins öffentliche Netz.
Nach Angaben der MIBRAG wurde in der Staubfabrik am 17. November 2021 die letzte Schicht gefahren. Am 7. Dezember 2021 ging das Kraftwerk vom Netz. Damit erfolgte eine vollständige Stilllegung des Industriekraftwerkes. Zuletzt beschäftigte die MIBRAG am Standort Deuben insgesamt 135 Menschen.

## Zwischenfälle
Ab den 1950er Jahren ist eine Reihe von Betriebsstörungen, Bränden, Explosionen, Unfällen, Smog- und Umweltkatastrophen dokumentiert oder nachträglich bekannt geworden. Zu DDR-Zeiten war die Gemeinde Deuben von grauen Häusern, qualmenden Schornsteinen, schwarzen Wolken und schwefelhaltigen Gestank geprägt. Je nach Windrichtung gelangten Kohlenstaub, Feinstaubpartikel und Schwefel bis nach Hohenmölsen oder Zeitz. Die Gemeinde Deuben selbst, in einem Tal gelegen, war ein dunkles Loch. Ärzte, die viele Jahre in der Umgebung praktizierten, gaben 1990 erschreckende Krankheitsbilder zu Protokoll. Noch im rund sechs Kilometer (Luftlinie) von Deuben entfernten Hohenmölsen war die Umwelt mit krebserzeugenden Stoffen wie Benzpyren belastet. Gleichfalls überstiegen in Deuben und Umgebung die Fälle von Hautkrebs den DDR-Durchschnitt um das Zwei- bis Dreifache, Asthmafälle sogar um fast das Zwanzigfache. Bei Arbeitern in der Schwelerei wurden Anzeichen für ein erhöhtes Leukämierisiko gefunden und schwerwiegende entzündliche Veränderungen der Schleimhäute diagnostiziert.
Dazu kam eine Altlast, die erst im Jahr 2004 größtenteils beseitigt werden konnte. Zwischen 1950 und 1968 wurden hoch konzentrierte phenolische Abwässer der Braunkohlenverschwelung des Industriewerks in ein Tagebaurestloch zwischen Deuben und Trebnitz geleitet. Es entstand ein hochtoxischer See mit zwei Millionen Kubikmetern Inhalt, einer Fläche von neun Hektar und einer Tiefe bis zu 27 Meter. Allein schon der Gestank des schwarzen und stark kontaminierten „Wassers“ war gesundheitsgefährdend und belastete die Menschen in der Umgebung stark. Der Sauerstoffgehalt im See war gleich Null. Eine effiziente Sanierung erschien bei dieser Dimension und der Besonderheit der Schadstoffe unmöglich. Ab 1992 entwickelten Wissenschaftler vom Helmholtz-Zentrum für Umweltforschung ein Sanierungskonzept. Ende August 2004 konnten Ausrüstung und Technik des Sanierungsprojektes Phenolsee entfernt werden. Es entstand ein Ökosystem, das die organischen Schadstoffe langsam aber stetig selbst abbaut. Auf Fische wird der See jedoch viele Jahrzehnte warten müssen, da der noch im Wasser enthaltene Ammoniumstickstoff für Fische selbst in sehr geringen Konzentrationen giftig ist. Wasservögel hingegen haben das Ökosystem inzwischen akzeptiert.
Einer der größten direkten Störfälle ereignete sich am 23. September 1986. An diesem Tag erschütterte gegen 11:30 Uhr eine heftige Detonation das gesamte Kraftwerk. Durch Materialermüdung an der Kesselanlage entwich in 22 Meter Höhe explosionsartig 480 °C heißer Dampf. Das Dach des Kraftwerks hob sich empor, Kessel, Drahtglassplitter und Schamottesteine flogen wie Geschosse durch die Luft. Der Dampf zog als dunkelbraune Wolke in Richtung Zeitz. Bei dem Zwischenfall verloren sechs Arbeiter ihr Leben. Zahlreiche Verletzte mussten mit starken Verbrühungen in umliegenden Krankenhäusern behandelt werden. Nach dem Ereignis war das gesamte Werksgelände 14 Tage hermetisch von Sicherheitskräften abgeriegelt. Zwar erschien in verschiedenen Medien eine Kurzmeldung über eine „Havarie“ im VEB Braunkohlenwerk ‚Erich Weinert‘ Deuben, jedoch wurde das vollständige Ausmaß in der DDR nicht thematisiert.
Der größte Störfall im 21. Jahrhundert ereignete sich am 26. Juli 2018. Bei einem durch eine Verpuffung ausgelösten Brand auf dem Gelände des Kohlekraftwerks wurden an diesem Tag zwei Männer im Alter von 18 und 56 Jahren schwer verletzt. Ein weiterer Arbeiter erlitt einen Schock. Durch die Druckwelle entstanden erhebliche Schäden an umliegenden Gebäuden. Eine fehlerhafte Bedienung wurde von Untersuchungsexperten als Unglücksursache ausgeschlossen. Ein Unternehmenssprecher der MIBRAG verwies in einem Interview mit der Mitteldeutschen Zeitung auf „eine Verkettung mehrerer ungewöhnlicher Umstände“, wich jedoch der Frage, um welche Umstände es sich dabei genau gehandelt habe, konsequent aus. Die Anlage soll sich nach Angaben des Unternehmens nicht in einem mangelhaften Zustand befunden haben. Auf eine Reparatur und Wiederinbetriebnahme wurde verzichtet, da dies mit erheblichen Kosten verbunden gewesen wäre.

## Kontroversen
Im Jahr 2009 stritt sich die MIBRAG mit der Deutschen Emissionshandelsstelle und dem Bundesumweltministerium wegen der Kosten für Emissionszertifikate. Das Unternehmen sah für sich einen „Härtefall“ gegeben, weil die Emissionszahlungen für die Jahre 2008 bis 2012 einen Großteil der Unternehmensgewinne aufzehren würden. Die Geschäftsleitung der MIBRAG wollte alle Zertifikate kostenlos oder mindestens vergünstigt erhalten. Die Emissionshandelsstelle hingegen sah keinen Härtefall und begründete ihren Bescheid damit, dass kostenlose oder vergünstigte Emissionszertifikate nur an besonders effiziente Kraftwerke abgegeben werden, jedoch unter anderem das Kraftwerk in Deuben bezüglich des Wirkungsgrades zu den schlechtesten Kraftwerken in Deutschland zähle. Die Härtefallregelung hatte das Bundesumweltministerium im Jahr 2007 der MIBRAG in Aussicht gestellt, aber nur unter der Prämisse, wenn das Unternehmen die alten Kraftwerke abschaltet und bis 2012 ein modernes Kraftwerk baut. Dafür fand die Geschäftsleitung der MIBRAG jedoch keine Partner und legte die Pläne im Jahr 2015 ad acta.
Auch der damalige Bundesumweltminister Sigmar Gabriel bezeichnete die beiden von der MIBRAG betriebenen Anlagen in Mumsdorf (2013 abgeschaltet) und Deuben als schlechteste Kraftwerke in Deutschland. Laut Aussage von Gabriel würde die MIBRAG, anstatt zu investieren, seit 1990 erzielte Gewinne an Finanzinvestoren abführen, ohne vor Ort das klimaschutzpolitisch Nötigste in Angriff zu nehmen. Hingegen würdigte sein späterer Nachfolger Peter Altmaier bei einem Besuch im Tagebau Profen am 14. August 2013 die Bedeutung der Mitteldeutschen Braunkohlengesellschaft und sagte, dass Braunkohle noch „sehr lange“ wichtig bleibe. Zu den Fragen von Journalisten über die Kraftwerke der MIBRAG wollte er sich nicht äußern. Allerdings suchte Altmaier das Gespräch mit einer anwesenden Gruppe von Demonstranten und betonte, wie wichtig ihm der Dialog mit Kritikern sei, fügte zugleich jedoch hinzu: „Reden ja, aber am Ende werden auch mal Entscheidungen zu treffen sein, mit denen nicht alle einverstanden sind.“
Am 3. November 2015 besetzten zwischen 80 und 100 Aktivisten der Umweltorganisation Greenpeace das Industriekraftwerk Deuben und forderten die Abschaltung des Kohlekraftwerkes. Dabei hissten sie ein Banner mit der Aufschrift „Coal Kills“ („Kohle tötet“) am Schornstein des Kraftwerks. Die MIBRAG forderte ihre rund 80 Mitarbeiter auf, das Kraftwerksgebäude zu verlassen. Seinen Höhepunkt erreichte der Protest, als mit einem riesigen symbolischen Korken der Schornstein blockiert werden sollte. Dabei handelte es sich um einen Heißluftballon, den Kletterer in Position brachten und mit Seilen in den Abgasdämpfen des Schornsteins bewegten. Die Aktion erlangte bundesweit mediale Aufmerksamkeit. Eine Sprecherin von Greenpeace bezeichnete das Deubener Kraftwerk bereits einen Monat zuvor als schlechtestes Kraftwerk Deutschlands und sagte wörtlich: „Es ist ein Skandal, dass im Land der Energiewende uralte Dreckschleudern wie Deuben ungebremst Treibhausgase in die Luft blasen dürfen.“
Laut Angaben eines Energieexperten von Greenpeace, sei der Kraftwerksbetrieb durch die Aktion nicht beeinträchtigt worden. Zu Auseinandersetzungen mit dem Werkschutz oder der Polizei kam es nicht. Die Polizei habe lediglich die Personalien der Demonstranten aufgenommen. Die Geschäftsleitung der MIBRAG betrachtete den Vorgang anders und erstattete Anzeige gegen mehrere Greenpeace-Aktivisten wegen Hausfriedensbruchs, Nötigung und Störung öffentlicher Betriebe. So seien nach Angaben des Unternehmens bei der Protestaktion Mitarbeiter gefährdet gewesen. Zudem habe durch den Einsatz des Ballons die Gefahr eines Rückstaus bestanden, was zu einer Notabschaltung, schlimmstenfalls zu einer Verpuffung hätte führen können.
In ihrem am 26. Januar 2019 der Bundesregierung vorgelegten Abschlussbericht kam die Kommission für Wachstum, Strukturwandel und Beschäftigung zu dem Ergebnis, dass das Industriekraftwerk Deuben „im Laufe der Jahre sukzessive modernisiert und an die Bedürfnisse eines modernen Kraftwerks- und Veredlungsstandortes angepasst“ wurde. Die Kommission empfiehlt, den Kraftwerksbetrieb in Deuben mittel- bis langfristig zu beenden und den Standort an das bestehende Gasnetz im industriellen Maßstab anzuschließen. Laut dem Beschluss sollen spätestens bis zum Jahr 2038 alle Braunkohlekraftwerke in Deutschland abgeschaltet werden. Noch am selben Tag der Veröffentlichung des Beschlusses, bezeichnete ein Unternehmenssprecher der MIBRAG den Kohleausstieg für das Jahr 2038 als zu früh, da auf dieser Basis keine Planungssicherheit gegeben sei.
Im Januar 2021 nahm die MIBRAG an einer Ausschreibung der Bundesnetzagentur (BNetzA) zur Abschaltung des Kraftwerkes Deuben teil. Das System dieser Auktionen, bei denen sich Kohlebetreiber um Prämien bewerben können, wenn sie Kraftwerke vorzeitig vom Netz nehmen, ist umstritten. Ein Sprecher von Greenpeace Energy merkte dazu an: „Der Staat vergoldet den Betreibern [damit] die Abschaltung von Kraftwerken, die sich wirtschaftlich ohnehin nicht mehr richtig rechnen.“ Am 1. April 2021 erhielt die MIBRAG von der BNetzA den Zuschlag und teilte mit, dass dadurch „ein sozialverträglicher Stellenabbau“ möglich sei und „das Kraftwerk Deuben bis Ende 2021 seine Produktion einstellen wird“.